# فرودگاه امهرست
فرودگاه امهرست (به انگلیسی: Amherst Airport) یک فرودگاه است . این فرودگاه در کشور ایالات متحده آمریکا قرار دارد و در ارتفاع ۲۴ متری از سطح دریا واقع شده است.